# Fiona Steil-Antoni
Fiona Steil-Antoni (* 10. Januar 1989 in Niederkorn, Luxemburg) ist eine Schachspielerin und Moderatorin aus Luxemburg, die auch die französische Staatsbürgerschaft besitzt.

## Leben
Mit neun Jahren brachte ihr Vater ihr das Schachspielen bei. Ein Jahr später kam Steil-Antoni in die Nationalmannschaft und wurde von da an von Vlastimil Jansa trainiert. Ein Event-Management-Studium an der London Metropolitan University beendete sie im Sommer 2015 mit einem Master. Seit Anfang 2016 arbeitet sie als Kommentatorin für chess24.com.

## Erfolge
Seit 2010 trägt Steil-Antoni den Titel einer Internationalen Meisterin der Frauen (WIM), die erforderlichen Normen erfüllte sie im Frauenwettbewerb der Schacholympiade 2006 in Turin, bei der Jugendweltmeisterschaft U18 weiblich 2007 in Kemer, im Dezember 2007 beim 4. Internationalen Open in Vandœuvre-lès-Nancy sowie im Juli 2008 beim 7. Internationalen WGM-Open in Condom.

## Nationalmannschaft
Fiona Steil-Antoni nahm seit 2002 mit Luxemburg an allen Schacholympiaden teil, dabei spielte sie 2010 in der offenen Klasse, bei den übrigen Turnieren im Wettbewerb der Frauen. Bei der Schacholympiade 2006 erreichte sie am zweiten Brett das beste Einzelergebnis.
Außerdem nahm Steil-Antoni 2011 am offenen Wettbewerb der Mannschaftseuropameisterschaft teil.

## Vereine
In der luxemburgischen Division Nationale spielte Steil-Antoni von 2004 bis 2007 für Le Cavalier Differdange und von 2008 bis 2010 für Gambit Bonnevoie; seit 2013 spielt sie für The Smahings Pawns Bieles, mit denen sie 2013 und 2014 auch am European Club Cup teilnahm. Ab 2022 spielt sie für La Tour 1930 Limpertsberg. In Frankreich spielte Steil-Antoni in der Saison 2002/03 und seit 2006 für den Club de Vandœuvre-Echecs, mit dem sie 2012 die französische Mannschaftsmeisterschaft der Frauen gewann und von 2006 bis 2009 viermal in Folge am European Club Cup der Frauen teilnahm. In der britischen Four Nations Chess League spielt sie seit 2010 für den Cheddleton and Leek Chess Club und nahm mit diesem auch am European Club Cup 2015 teil. In Deutschland spielte Fiona Steil-Antoni in der Saison 2004/05 für den SK Holsterhausen in der Frauenbundesliga und kam zwischen 2007 und 2010 gelegentlich in der Oberliga Baden für die dritte Mannschaft der OSG Baden-Baden zum Einsatz.